# Calder Highway

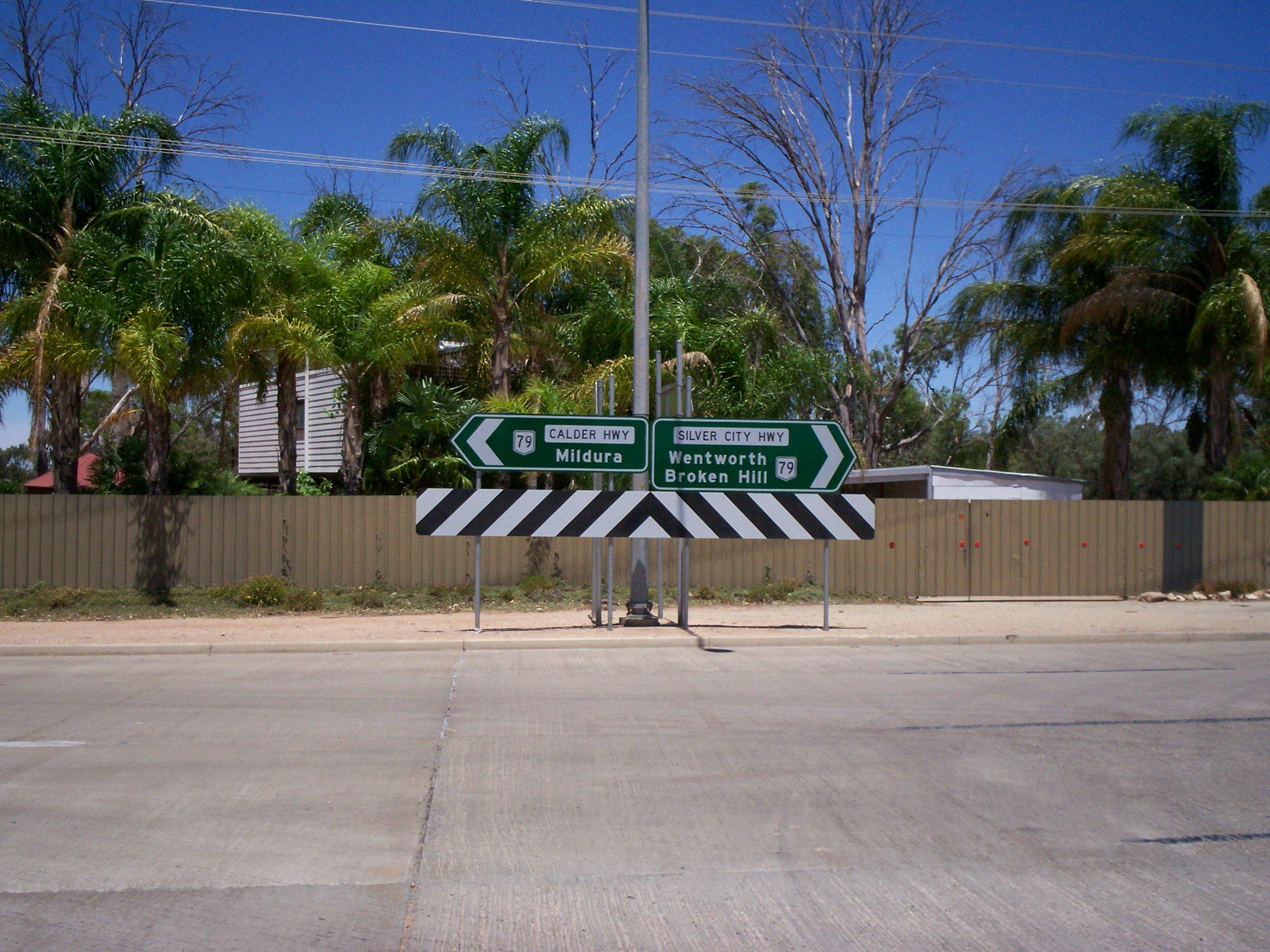
Ende des Calder Highway bei Curlwaa

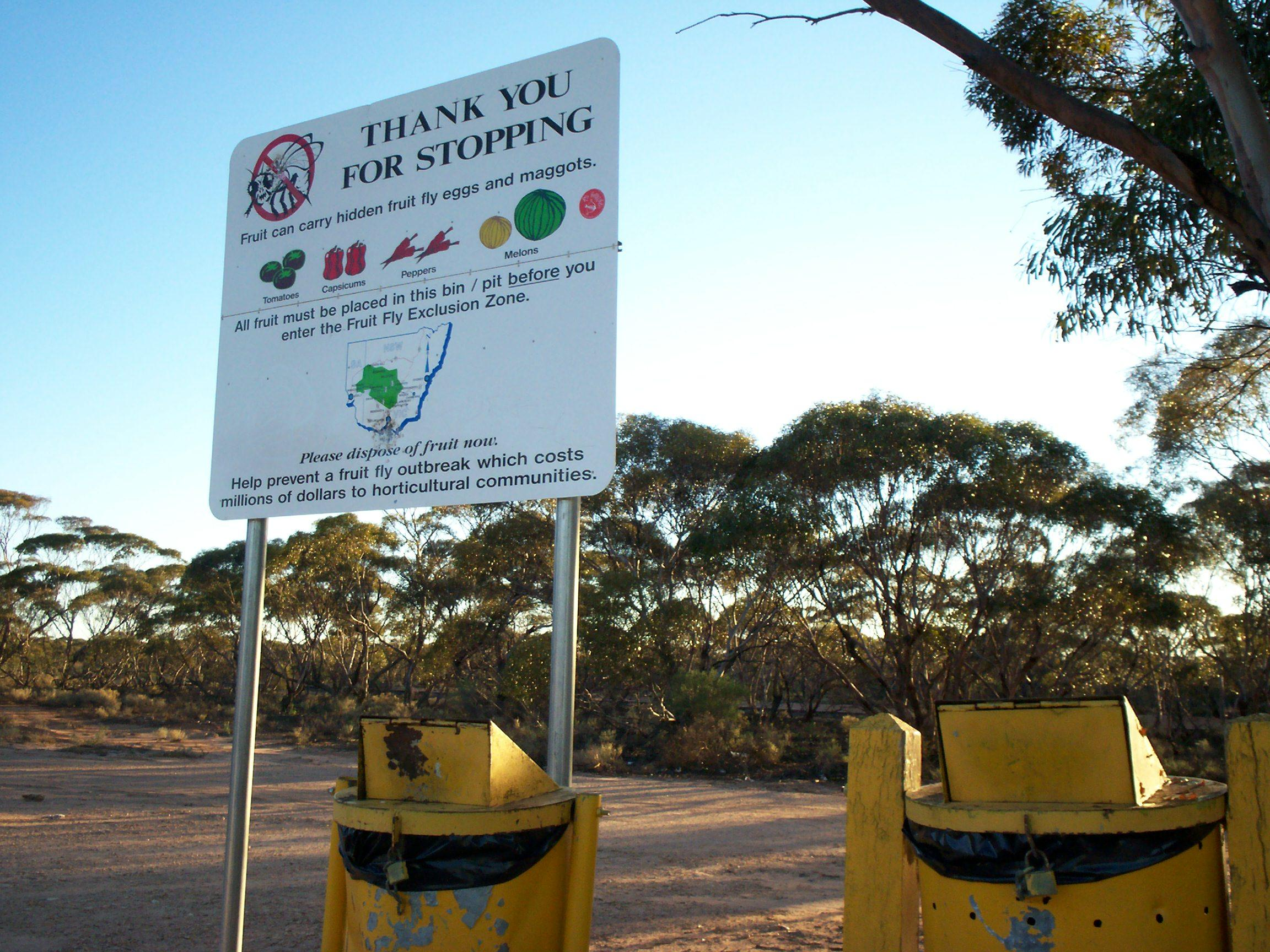
Abfallbehälter vor dem Fruchtfliegen-Schutzgebiet bei Mildura

Der Calder Highway ist eine 448 km lange Fernstraße in Victoria, Australien. Er verbindet Ravenswood South in der Nähe von Melbourne mit Mildura im Norden an Grenze zu New South Wales. Von hier führt der Calder Highway weiter nach Broken Hill, Tibooburra und zur Grenze zwischen New South Wales und Queensland, allerdings unter dem Namen Silver City Highway.

## Geschichte
Die Straße wurde nach William Calder benannt. Er war von 1913 bis 1928 Vorsitzender der Straßenbaubehörde Victorias, früher als Country Roads Board, heute als VicRoads bekannt.
Ursprünglich trug der Highway die Nummer 79 wurde allerdings, mit dem Wechsel zum alphanumerischen Benennungssystem in den späten 1990er Jahren, zum  und ist als solche über einen Großteil der Länge beschildert.

## Verlauf
Südlich der Grenze von Victoria/New South Wales ist der Highway eine einfache Straße mit je einer Spur pro Richtung. Er führt durch den Nordwesten Victorias von der Abbotsford Bridge über den Murray River, weiter durch Merbein zur größten Stadt im Nordwesten, Mildura. Hier kreuzt der Calder Highway den Sturt Highway , über den man die beiden Hauptstädte, im Westen Adelaide und im Osten Sydney erreichen kann. Weiter Richtung Süden kreuzt er den Mallee Highway  bei Ouyen und verläuft von hier Richtung Südosten nach Bendigo. Der Calder Alternate Highway, , zweigt bei Ravenswood ab und führt um das Stadtgebiet von Bendigo herum, bis er bei Marong im Westen von Bendigo sich wieder in die ursprünglichen Strecke mündet. Von hier bis ans Ende, an der Kreuzung mit dem Tullamarine Freeway bei Melbourne ist der Calder Highway meist vierspurig ausgebaut.

## Wichtige Kreuzungen und Anschlüsse
| Calder Highway                                                                                             |                                  |                                     | |
| Anschlüsse Richtung Norden                                                                                 | Entfernung nach Broken Hill (km) | Entfernung nach Melbourne (km)      | Anschlüsse Richtung Süden                                                                              |
| Ende Calder Highway weiter als Silver City Highway nach Wentworth / Broken Hill                            | 273                              | 565                                 | Anfang Calder Highway vom Silver City Highway                                                          |
| Buronga Silver City Highway                                                                                | 273                              | 565                                 | Anfang Calder Highway vom Silver City Highway                                                          |
| Anfang | 273,5                            | 564,5                               | Ende                                                                                                   |
| MURRAY RIVER                                                                                               | 273,5                            | 564,5                               | MURRAY RIVER                                                                                           |
| NEW SOUTH WALES STAATSGRENZE VICTORIA                                                                      |                                  |                                     | |
| Ende | 273,5                            | 564,5                               | Anfang                                                                                                 |
| Mildura Ranfurly Way                                                                                       | 284,5                            | 553,5                               | Merbein                                                                                                |
| Merbein | 284,5                            | 553,5                               | Mildura Ranfurly Way                                                                                   |
| EISENBAHNLINIE NACH MILDURA                                                                                | 285                              | 553                                 | EISENBAHNLINIE NACH MILDURA                                                                            |
| weiter als                                                                                                 | 294                              | 544                                 | Renmark, Adelaide Sturt Highway                                                                        |
| Renmark, Adelaide Sturt Highway                                                                            | 294                              | 544                                 | zusammen mit                                                                                           |
| Nordwärts                                                                                                  | Entfernung nach Mildura (km)     | Entfernung nach Melbourne über (km) | Südwärts                                                                                               |
| zusammen mit                                                                                               | 2                                | 541                                 | Mildura, Balranald, Sydney Sturt Highway                                                               |
| Mildura, Balranald, Sydney Sturt Highway                                                                   | 2                                | 541                                 | weiter als                                                                                             |
| Buronga Benetook Avenue (Buronga-Mildura Road)                                                             | 4                                | 539                                 | Buronga Benetook Avenue (Buronga-Mildura Road)                                                         |
| EISENBAHNLINIE NACH MILDURA                                                                                | 6                                | 537                                 | Irymple                                                                                                |
| Irymple | 6                                | 537                                 | EISENBAHNLINIE NACH MILDURA                                                                            |
| Red Cliffs                                                                                                 | 15                               | 528                                 | Red Cliffs                                                                                             |
| Meringur Red Cliffs-Meringur Road                                                                          | 17                               | 526                                 | Meringur Red Cliffs-Meringur Road                                                                      |
| Colignan Red Cliffs-Colignan Road                                                                          | 18                               | 525                                 | Colignan Red Cliffs-Colignan Road                                                                      |
| Robinvale Hattah-Robinvale Road                                                                            | 67                               | 476                                 | Robinvale Hattah-Robinvale Road                                                                        |
| Ouyen | 102                              | 441                                 | Ouyen                                                                                                  |
| weiter als                                                                                                 | 102,2                            | 440,8                               | Piangil, Swan Hill Mallee Highway                                                                      |
| Piangil, Balranald, Sydney Mallee Highway                                                                  | 102,2                            | 440,8                               | zusammen mit                                                                                           |
| zusammen mit                                                                                               | 102,3                            | 440,7                               | Pinnaroo, Murray Bridge, Adelaide Mallee Highway                                                       |
| Pinnaroo, Murray Bridge, Adelaide Mallee Highway                                                           | 102,3                            | 440,7                               | weiter als                                                                                             |
| Birchip Sunraysia Highway                                                                                  | 113                              | 430                                 | Birchip, Ballarat, Portland, Melbourne über Freeway Sunraysia Highway                                  |
| EISENBAHNLINIE NACH KULWIN                                                                                 | 139                              | 404                                 | Mittyack                                                                                               |
| Mittyack                                                                                                   | 139                              | 404                                 | EISENBAHNLINIE NACH KULWIN                                                                             |
| Patchewollock Patchewollock-Sea Lake Road                                                                  | 172                              | 371                                 | Patchewollock Patchewollock-Sea Lake Road                                                              |
| Robinvale Robinvale-Sea Lake Road                                                                          | 187                              | 356                                 | Robinvale Robinvale-Sea Lake Road                                                                      |
| weiter als                                                                                                 | 191                              | 352                                 | Sea Lake                                                                                               |
| Swan Hill Sea Lake-Swan Hill Road                                                                          | 191                              | 352                                 | Swan Hill Sea Lake-Swan Hill Road                                                                      |
| Sea Lake                                                                                                   | 191                              | 352                                 | zusammen mit                                                                                           |
| zusammen mit                                                                                               | 191,5                            | 351,5                               | nach Birchip; Hopetoun Birchip-Sea Lake Road                                                           |
| nach Birchip; Hopetoun Birchip-Sea Lake Road                                                               | 191,5                            | 351,5                               | weiter als                                                                                             |
| Donald, Swan Hill Donald-Swan Hill Road                                                                    | 252                              | 291                                 | Swan Hill, Donald Donald-Swan Hill Road                                                                |
| Birchip Birchip-Wycheproof Road                                                                            | 267                              | 276                                 | Birchip Birchip-Wycheproof Road                                                                        |
| Boort Boort-Wycheproof Road                                                                                | 268                              | 275                                 | Wycheproof                                                                                             |
| Wycheproof                                                                                                 | 268                              | 275                                 | Boort Boort-Wycheproof Road                                                                            |
| EISENBAHNLINIE NACH KULWIN                                                                                 | 268,5                            | 274,5                               | EISENBAHNLINIE NACH KULWIN                                                                             |
| St. Arnaud St Arnaud-Wycheproof Road                                                                       | 274                              | 269                                 | St. Arnaud St Arnaud-Wycheproof Road                                                                   |
| EISENBAHNLINIE NACH KULWIN                                                                                 | 288                              | 255                                 | EISENBAHNLINIE NACH KULWIN                                                                             |
| EISENBAHNLINIE NACH KULWIN                                                                                 | 297                              | 246                                 | EISENBAHNLINIE NACH KULWIN                                                                             |
| Donald, Dimboola Borung Highway                                                                            | 297                              | 246                                 | Donald, Dimboola Borung Highway                                                                        |
| St. Arnaud Charlton-St Arnaud Road                                                                         | 298                              | 245                                 | Charlton                                                                                               |
| Charlton                                                                                                   | 298                              | 245                                 | St. Arnaud Charlton-St Arnaud Road                                                                     |
| Boort, Kerang Boort-Charlton Road                                                                          | 299                              | 244                                 | Boort, Kerang Boort-Charlton Road                                                                      |
| Wedderburn                                                                                                 | 329                              | 214                                 | Wedderburn                                                                                             |
| Boort, Kerang Boort-Wedderburn Road                                                                        | 329,3                            | 213,7                               | Boort, Kerang Boort-Wedderburn Road                                                                    |
| Logan, St. Arnaud Logan-Wedderburn Road                                                                    | 329,5                            | 213,5                               | Logan, St. Arnaud Logan-Wedderburn Road                                                                |
| EISENBAHNLINIE NACH ROBINVALE                                                                              | 344                              | 199                                 | EISENBAHNLINIE NACH ROBINVALE                                                                          |
| EISENBAHNLINIE NACH ROBINVALE                                                                              | 357,5                            | 185,5                               | EISENBAHNLINIE NACH ROBINVALE                                                                          |
| Inglewood                                                                                                  | 358                              | 185                                 | Inglewood                                                                                              |
| EISENBAHNLINIE NACH ROBINVALE                                                                              | 359                              | 184                                 | EISENBAHNLINIE NACH ROBINVALE                                                                          |
| Dunolly, Maryborough Bridgewater-Dunolly Road Serpentine, Kerang Bridgewater-Serpentine Road               | 365                              | 178                                 | Serpentine, Kerang Bridgewater-Serpentine Road Dunolly, Maryborough Bridgewater-Dunolly Road           |
| Bridgewater on Loddon                                                                                      | 365,5                            | 177,5                               | Bridgewater on Loddon                                                                                  |
| Maldon Bridgewater-Maldon Road                                                                             | 366                              | 177                                 | Maldon, Castlemaine Bridgewater-Maldon Road                                                            |
| EISENBAHNLINIE VON EAGLEHAWK NACH INGLEWOOD                                                                | 373                              | 170                                 | EISENBAHNLINIE VON EAGLEHAWK NACH INGLEWOOD                                                            |
| nach St. Arnaud, Horsham; Melbourne über Bendigo Calder Alternative Highway                                | 388                              | 155                                 | Marong                                                                                                 |
| Marong | 388                              | 155                                 | nach St. Arnaud; Melbourne über Bendigo Calder Alternative Highway                                     |
| Anschlüsse Richtung Westen                                                                                 | Entfernung nach Mildura (km)     | Entfernung nach Bendigo (km)        | Anschlüsse Richtung Osten                                                                              |
| EISENBAHNLINIE VON EAGLEHAWK NACH INGLEWOOD                                                                | 389                              | 14                                  | EISENBAHNLINIE VON EAGLEHAWK NACH INGLEWOOD                                                            |
| Long Gully, Eaglehawk, Golden Square Golden Square-Long Gully Road                                         | 399                              | 4                                   | Golden Square, Long Gully Golden Square-Long Gully Road                                                |
| Eaglehawk, Kerang Loddon Valley Highway                                                                    | 401                              | 2                                   | Eaglehawk, Kerang Loddon Valley Highway                                                                |
| White Hills Eaglehawk Road                                                                                 | 401,6                            | 1,4                                 | White Hills, Echuca, Shepparton Eaglehawk Road                                                         |
| Anschlüsse Richtung Norden                                                                                 | Entfernung nach Bendigo (km)     | Entfernung nach Melbourne (km)      | Anschlüsse Richtung Süden                                                                              |
| weiter als                                                                                                 | 1                                | 150                                 | Bendigo; nach Heathcote, Kilmore, Echuca, Shepparton High Street Quarry Hill, Flora Hill Myrtle Street |
| Bendigo; nach Heathcote, Kilmore, Echuca, Shepparton High Street Quarry Hill, Flora Hill Myrtle Street     | 1                                | 150                                 | zusammen mit                                                                                           |
| Long Gully, Eaglehawk Golden Square-Long Gully Road Quarry Hill, Strathdale Golden Square-Quarry Hill Road | 3,6                              | 147,4                               | Quarry Hill Golden Square-Quarry Hill Road Long Gully Golden Square-Long Gully Road                    |
| Maryborough Bendigo-Maryborough Road                                                                       | 6                                | 145                                 | Kangaroo Flat                                                                                          |
| Kangaroo Flat                                                                                              | 6                                | 145                                 | Maryborough Bendigo-Maryborough Road                                                                   |
| Mildura über Bendigo Calder Alternative Highway                                                            | 16                               | 135                                 | Mildura über Bendigo Calder Alternative Highway                                                        |
| Anfang Calder Highway vom Calder Freeway                                                                   | 25                               | 126                                 | Harcourt, Elphinstone, Taradale Old Calder Highway Maldon Fogartys Gap Road                            |
| Anfang Calder Highway vom Calder Freeway                                                                   | 25                               | 126                                 | Ende Calder Highway weiter als Calder Freeway nach Castlemaine / Ballarat / Melbourne                  |

## Quelle
- Steve Parish: Australian Touring Atlas. Steve Parish Publishing, Archerfield QLD 2007, ISBN 978-1-74193-232-4, S. 45–47 (englisch).